# 兽医教育

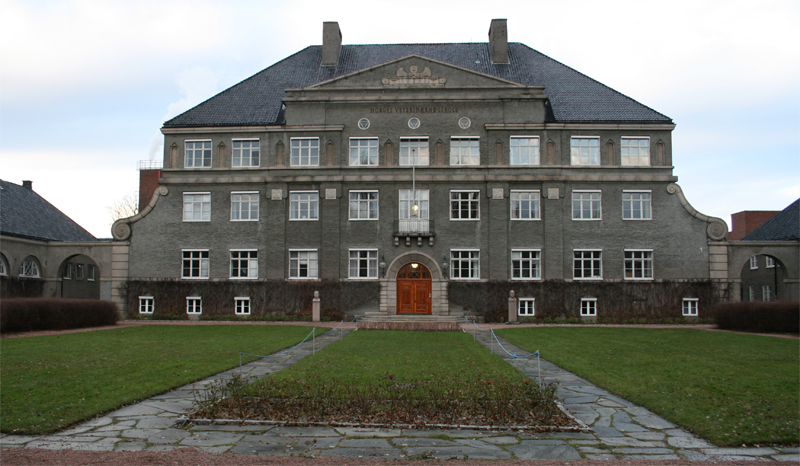
挪威兽医学院(Norges veterinærhøgskole)，位于奥斯陆的一所兽医学院

兽医教育是兽医的高等教育。要成为一名兽医，必须首先获得兽医师学位（DVM、 V.M.D. 、BVS、BVSc、BVMS、BVM 等）。
美国和加拿大的兽医医学学位普遍为本科级别，申请者必须在大学阶段累积数年的学习经历。北美以外的许多兽医学校使用“兽医科学学院”（Faculty of Veterinary Science）的名称，而不是“兽医医学学院”（College of Veterinary Medicine）或“兽医医学院”（School of Veterinary Medicine），中国、日本和韩国的一些兽医学校（例如中国广西大学授予兽医博士学位的动物科学技术学院和东京农业技术大学的兽医学系使用“系”（Department）一词。  ）兽医学校（Veterinary school）不同于动物科学系（department of animal science），后者提供兽医预科课程，教授生物医学科学（并授予理学学士学位或同等学历），并提供微生物学、病毒学和分子生物学等学科的研究生兽医教育。

## 学位

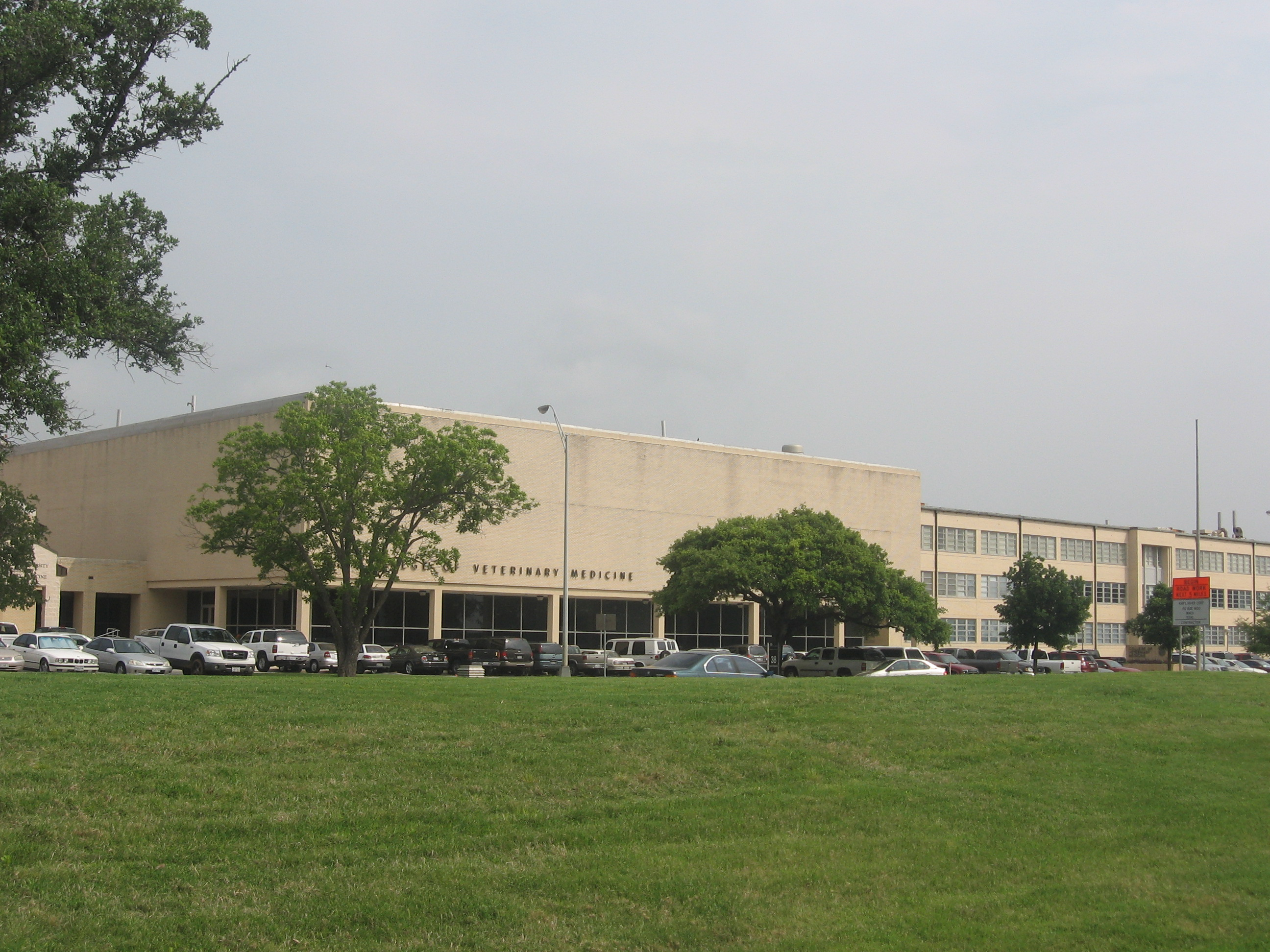
德克萨斯农工大学兽医学与生物医学科学学院

有志成为兽医的人可以获得几种不同类型的学位，这些学位因国家而异，涉及本科或研究生教育。 在美国，学校授予兽医师（Doctor of Veterinary Medicine degree，DVM）学位。 此外，孟加拉国、加拿大、埃塞俄比亚、匈牙利、伊朗、马来西亚、尼日利亚、巴基斯坦、菲律宾、韩国、泰国、多巴哥和特立尼达拉岛也颁发了这个学位。 其他国家亦设立了等同于北美DVM学位的兽医专业资格认证。在英国以及采纳本科教育制度的其他国家，完成五至六年的学习后，所获得的学士学位与北美的兽医师（DVM）学位具有同等效力。 在美国，学生在完成四年制本科学习之后，可以继续攻读为期四年的兽医学位课程，如兽医科学学士（Bachelor of Veterinary Science, BVSc）、兽医学学士（Bachelor of Veterinary Medicine, BVM）或兽医学与外科学学士（Bachelor of Veterinary Medicine and Surgery, BVMS）。从高中毕业开始算起，共需八年。在爱尔兰，兽医学都柏林大学颁授兽医学学士（Bachelor of Veterinary Medicine，MVB）学位。 在爱丁堡大学，学士学位是 BVM & S (兽医学和外科学士学位) ，格拉斯哥大学，学士学位是兽医学和外科学士学位(BVMS)。 一些兽医学校提供一个学位，允许接受者在本国从事兽医学，但不允许个人在国外参加执照考试，例如，阿富汗的兽医学校只提供理学士(BS)学位。 虽然埃塞俄比亚颁发兽医学博士学位，但在美国和西欧并不被承认。
几乎每个国家都要求拥有兽医学位的个人在执业前获得执照。大多数国家要求拥有兽医学位的外国人在执业前通过单独的外国毕业生执照考试。在美国，外国兽医毕业生教育委员会 (ECFVG) 管理着一项四步考试，该考试得到了美国所有州和地区兽医执照委员会、美国联邦政府和哥伦比亚特区的认可。 欧盟颁布了第 2005/36/EC 号指令，为欧盟范围内的兽医教育制定标准，并承认成员国的兽医学位。 
不同地区对于兽医执业资格的要求各不相同。在南非， 1982 年《兽医和准兽医专业法》第 19 条规定，从南非、新西兰或英国的多所大学（包括比勒陀利亚大学、梅西大学、布里斯托尔大学、剑桥大学、爱丁堡大学、格拉斯哥大学、利物浦大学和伦敦大学（自 2008 年起））之一毕业，或者通过了皇家兽医学院管理的执照考试，则可自动获得执照。其他所有人必须通过考试并在南非兽医委员会注册。 印度也有类似的制度，某些学校颁发的学位“被视为”使个人有资格从事兽医工作，但印度放弃了考试，转而采用由州法庭调查资格并控制执业兽医登记的系统。 

## 认证
所有发达国家、大多数新兴工业化国家和发展中国家都对兽医学校给予认可。 美国的兽医学院由美国兽医协会（AVMA）教育委员会（COE）认证。  欧盟正在制定认证标准，自 2008 年起，认证通常由欧洲兽医教育机构协会（EAEVE）提供。   
发展中国家的认证体系差异很大。在墨西哥，兽医医学院由国家兽医和动物技术教育委员会（CONEVET）负责认证，但只有少数学校获得认证。 其他发展中国家的认证体系较差（或根本不存在）；例如，埃塞俄比亚一直致力于建设兽医医学院，而不是认证现有的学校。 

## 入学和费用

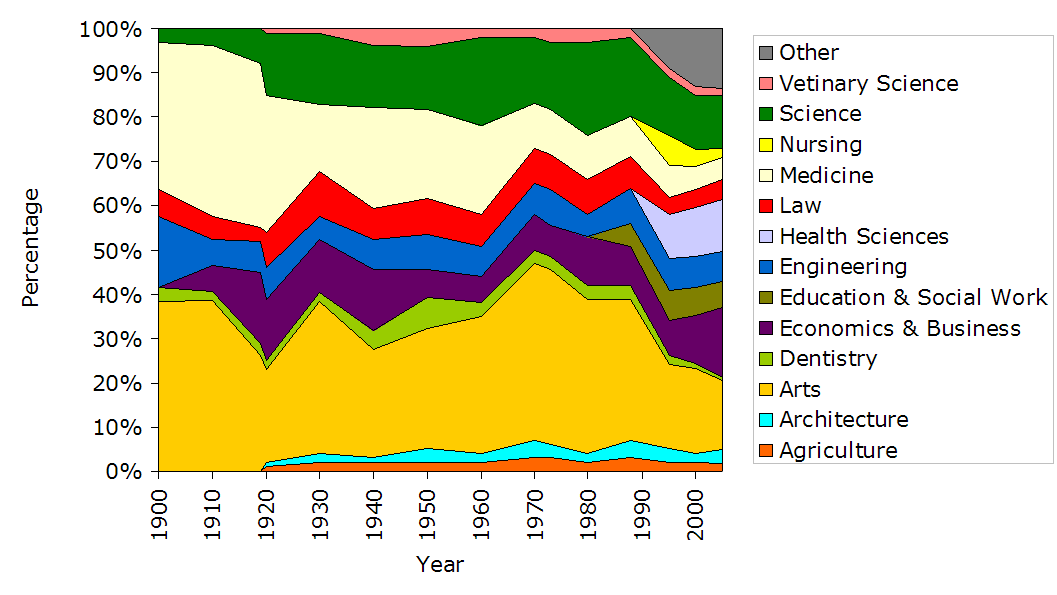
1900 年至 2000 年悉尼大学各学院的学生比例。兽医专业的学生是顶部附近的细粉线，表示可供申请者的名额数量很少。

不同兽医学校和国家的招生做法、要求和难度存在很大差异。由于名额有限，入学竞争非常激烈。 澳大利亚、加拿大、爱尔兰、新西兰、英国和美国的大多数 AVMA 认可机构都共享一个在线申请系统，称为兽医医学院申请服务(VMCAS)。 许多 VMCAS 学院还有额外的、个性化的申请要求，录取标准很高。  
欧洲、南美、亚洲和非洲的入学标准也有很大差异，许多兽医学校限制来自其所在地区、州或国家的学生入学。美国 28 所兽医学校中有 25 所是公立大学，根据法律规定，可能会为州外居民保留少量名额。 其他国家也有类似的计划。在印度，联邦法律要求每所兽医学院保留 15 为来自印度其他地区的学生提供百分之多少的名额。印度兽医委员会（联邦政府的一个机构）负责组织全印度统一入学考试，成绩优异的考生将被分配到全国各地。 

## 课程

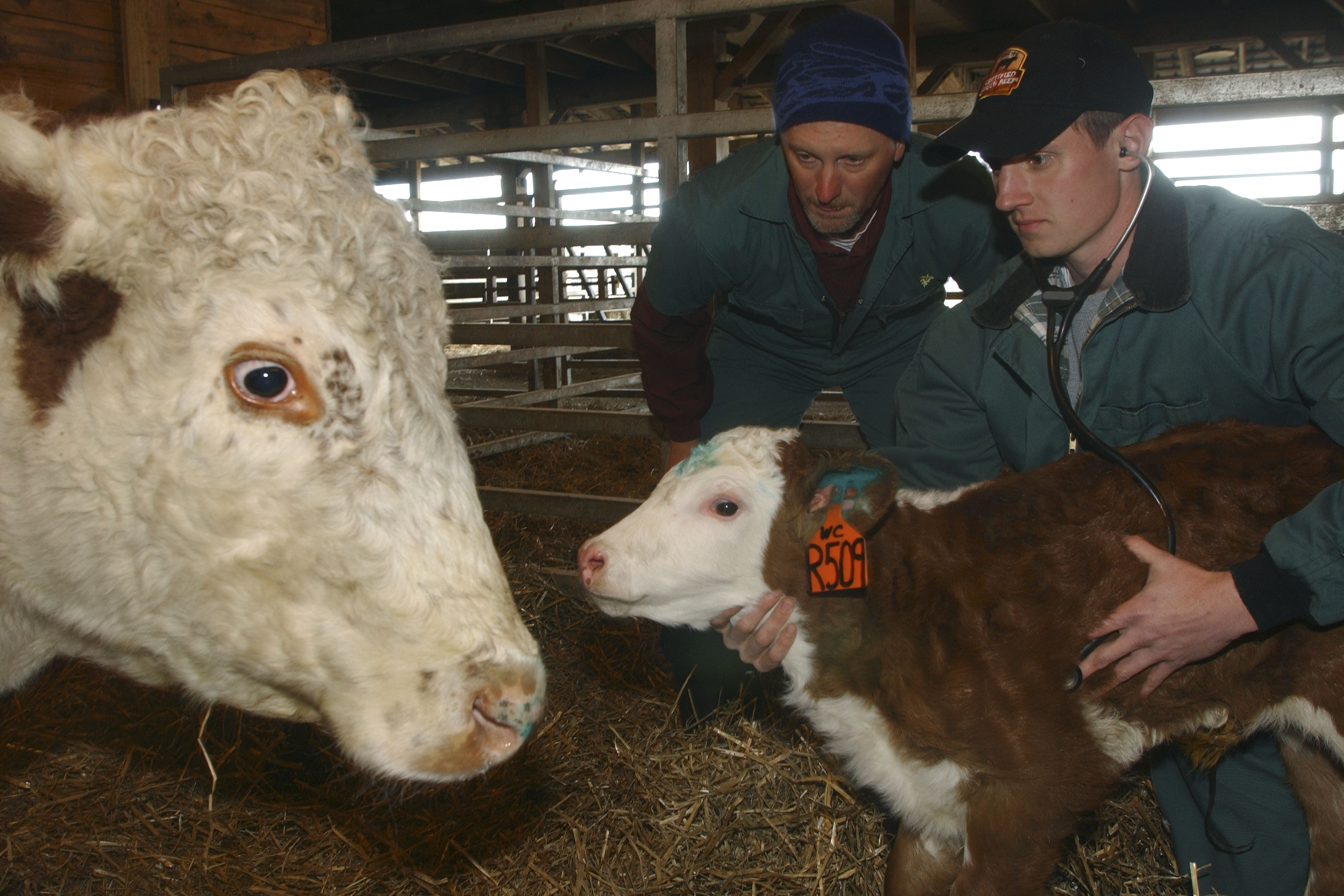
弗吉尼亚-马里兰地区兽医学院的学生接受牛健康临床培训。

兽医学校的课程并不标准化，课程为期三至六年。在美国和加拿大，该课程通常为期四年，通常是在四年的兽医预科本科学位之后。前三年，学生学习解剖学、生理学、组织学、神经解剖学、药理学、免疫学、细菌学、病毒学、病理学、寄生虫学、毒理学、群体健康、营养学、放射学和流行病学。第三年，学生将学习麻醉学、诊断学、外科学、眼科学、骨科学和牙科。第四年的学习时间通常为 12 个月而不是 9 个月，学生们要照顾各种各样的动物。 临床教育是世界各地大多数兽医学校课程的重点。 2005 年，都柏林大学学院的兽医学课程在其 104 年的历史上首次设立了无讲座的最后一年，专注于临床培训。 苏黎世大学兽医病理学研究所实施了包含大量临床内容的病理学教学课程。 以色列 、西班牙 、捷克共和国和斯洛伐克兽医学校也重视临床培训。
尽管如此，某些学校和国家在提供临床培训方面存在限制。例如，在斯里兰卡，由于伴侣动物（如宠物）的数量较少，直到最近，兽医教育主要集中于畜群健康管理，而对于临床技能的培养相对较少。 在埃塞俄比亚，很少有学校拥有临床培训设施，政府优先考虑开设更多学校，而不是改善现有的学院。 

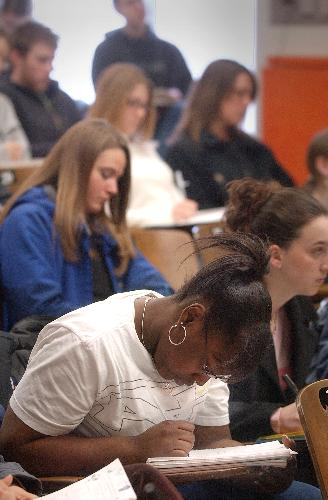
2005 年 6 月，威斯康星大学麦迪逊分校兽医学院的学生在课堂讲座上做笔记。

大多数兽医学院要求学生具备广泛的动物治疗技能，而不是只专注于某一特定物种的医疗实践。 然而，大多数兽医课程允许学生选修课程，使他们能够在毕业时专攻某一领域。澳大利亚、加拿大、英国和美国的兽医学校都实行“追踪”制度，学生会被问及他们打算从事哪个兽医分支（如伴侣动物、牛、马、食品供应、鸟类、野生动物和公共卫生）。 尽管跟踪存在争议，但大约 60% 的美国和加拿大兽医学校对学生实行全部或部分跟踪，一些北美兽医教育组织也呼吁实行全面跟踪。  有人认为，加强追踪应该与兽医的“有限执照”挂钩，兽医只能在其接受过培训的物种（或专业）中执业。  尽管很少有兽医学校要求学生毕业后参加实习或住院医师培训，但在加拿大、欧洲和美国，寻求委员会认证的兽医通常需要实习和住院医师培训。 
讲座和死记硬背是兽医教育中最常见的两种教学方法。 在较小程度上，成果导向型教育 、发现式学习和基于探究的学习也被采用。 大多数发达国家的兽医学校都采用了基于问题的学习方式，特别是澳大利亚、加拿大、新西兰、美国和西欧。 
近年来，基于能力的教学理念受到了广泛关注，一些教授兽医学的大学正在调整其课程。  此外，制度化的系统性教师反馈的重要性已得到认可，并且临床诊疗卡等工具正在临床兽医教育中实施。 